# 洛孔火山
洛孔火山是印度尼西亞的火山，位於蘇拉威西島北部，與恩蓬火山是雙火山，兩者相隔2.2公里，行政方面由北蘇拉威西省負責管轄，海拔高度1,580米，最近一次爆發在2011年。